# Jean-Paul Lecoq

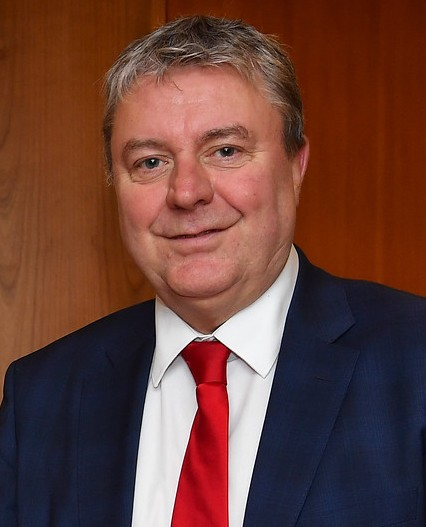
Jean-Paul Lecoq

Jean-Paul Lecoq (geboren am 13. Oktober 1958 in Le Havre) ist ein französischer Politiker.
Lecoq ist Mitglied der Parti communiste français (PCF). Er war Abgeordneter des 8. Wahlkreises des Departements  Seine-Maritime von 2007 bis 2012 und ist es erneut seit 2017. Bei der Parlamentswahl 2022 wurde er wiedergewählt.
Er war von 1995 bis 2017 Bürgermeister der Gemeinde Gonfreville-l’Orcher (Seine-Maritime), von 2001 bis 2017 Vizepräsident der Communauté d’agglomération du Havre (CODAH) sowie von 2015 bis 2017 Departementsrat des Kanton Le Havre-3. Außerdem ist er Rat der Communauté urbaine Le Havre Seine Métropole.

## Leben

### Herkunft, Kindheit, Ausbildung
Lecoq wuchs in einer Arbeiterfamilie auf. Er machte eine Ausbildung als Elektriker.

### Politisches Engagement
Ab 1972 war er in der kommunistischen Jugendbewegung aktiv, ab 1973 auch in der Kommunistischen Partei Frankreichs.

### Aktivitäten auf lokaler Ebene
Am 19. März 1989 wurde er zum ersten Mal in den Stadtrat von Gonfreville l’Orcher gewählt und zum stellvertretenden Bürgermeister für Jugend und Kultur ernannt. Als Nachfolger von Marcel Le Mignot wurde er am 11. Juni 1995 im Alter von 37 Jahren Bürgermeister dieser Stadt und wurde 2001, 2008 und 2014 wiedergewählt (mit 84,47 % der Stimmen im ersten Wahlgang). Nach seiner Wahl zum Parlamentsabgeordneten am 18. Juni 2017 trat er von seinem Amt als Bürgermeister zurück und wurde am 6. Juli 2017 wieder in den Gemeinderat gewählt. Sein Nachfolger als Bürgermeister von Gonfreville-l'Orcher ist Alban Bruneau, ehemaliger stellvertretender Bürgermeister mit Zuständigkeit für die Jugend.
2001 gründete sich die Communauté d’agglomération du Havre (CODAH), in deren Gebiet Gonfreville l'Orcher liegt, und schlug eine geografisch geteilte Verwaltungsspitze vor; Jean-Paul Lecoq schloss sich diesem Vorschlag an. Er wurde im selben Jahr Vizepräsident unter dem Vorsitz des damaligen Bürgermeisters von Le Havre, Antoine Rufenacht. Dieser Ballungsraum umfasst 17 Gemeinden und 239.759 Einwohner.
In seiner Amtszeit als Vizepräsident der CODAH umfasste seine Zuständigkeit die größeren Risiken und die industrielle Umwelt und endete nach seiner Wahl zum Abgeordneten am 18. Juni 2017.
Lecoq wurde von 1998 bis 2007 zum Regionalrat gewählt. Zwischen 2004 und 2007 wurde er Vizepräsident des Regionalrats der Haute-Normandie und war für Gesundheitsfragen zuständig. Im Juni 2007 trat er von diesem Amt zurück, nachdem er zum Abgeordneten gewählt worden war.
2015 wurde er zum Mitglied des Departementsrats im Kanton Le Havre III gewählt, der die Gemeinden Gainneville, Gonfreville-l'Orcher und Rogerville sowie den südlichen Teil von Le Havre umfasst.

#### Kandidatur bei der  Bürgermeisterwahl in Le Havre
An der Seite mehrerer politischer Organisationen der Linken in Le Havre und eines Komitees für Bürgerengagement, das sich bei dieser Gelegenheit gründete, erklärte Lecoq seine Kandidatur bei den Kommunalwahlen in Le Havre im Jahr 2020 auf einer neu eingerichteten Online-Plattform. Er führte damit die Liste „Un Havre citoyen“ (eingestuft als „divers gauche“) an, die die Kommunistische Partei Frankreichs, La France insoumise, Ensemble!, Décroissance Le Havre, Génération.s und die Gruppe Pour une nouvelle gauche au Havre vereinte. Im ersten Wahlgang der Kommunalwahlen erhielt die Liste 35,9 % der abgegebenen Stimmen, sie rangierte hinter der vom amtierenden Bürgermeister und Premierminister Édouard Philippe angeführten Liste (43,6 %). Sie steigerte sich im zweiten Wahlgang auf 41,2 % der Stimmen und verlor gegen die Mehrheitsliste.

### Abgeordneter in der Nationalversammlung
Bei der Wahl zur Nationalversammlung 2007 wurde Lecoq dank einer „sehr guten Übertragung der linken Stimmen [...], aber auch [seiner] Popularität“ zum Abgeordneten im 6. Wahlkreis von Seine-Maritime gegen den amtierenden UMP-Abgeordneten Denis Merville gewählt.
Zwischen 2007 und 2012, während seiner ersten Amtszeit in der Nationalversammlung, saß Lecoq in der Fraktion „Gauche démocrate et républicaine“ (Demokratische und Republikanische Linke). In dieser Zeit verfasste er zwei Berichte, drei Gesetzesvorschläge und war Mitunterzeichner von 124 Gesetzesvorschlägen.
Bei den Parlamentswahlen 2012 kam er auf den zweiten Platz hinter der sozialistischen Abgeordneten Catherine Troallic, zu deren Gunsten er sich zurückzog.
Im September 2016 erklärte Lecoq erneut seine Bereitschaft zu einer Kandidatur zur Parlamentswahl 2017  und bestätigte seine Kandidatur im Februar 2017.
Nachdem er im ersten Wahlgang der Parlamentswahlen im Juni 2017 25,83 % der abgegebenen Stimmen erhalten hatte, geriet Lecoq in die Stichwahl gegen Béatrice Delamotte, Kandidatin der Partei La République en marche. Er wurde am 18. Juni 2017 im 8. Wahlkreis des Departements Seine-Maritime mit 62,70 % gewählt.
In der Nationalversammlung trat er erneut der Groupe de la Gauche démocrate et républicaine (Fraktion der Demokratischen und Republikanischen Linken) bei und wurde wieder Mitglied des Ausschusses für auswärtige Angelegenheiten der Nationalversammlung.
Für die Parlamentswahl 2022 wurde er von der PCF im 8. Wahlkreis des Departements Seine-Maritime im Rahmen der Nouvelle Union populaire écologique et sociale (NUPES) erneut nominiert. Im ersten Wahlgang erzielte er eines der besten Ergebnisse seiner Partei und wurde mit 65,76 % der Stimmen gegen einen Kandidaten der Präsidentschaftsmehrheit wiedergewählt.
Am 30. Juni 2022 wurde er zum stellvertretenden Vorsitzenden des Ausschusses für auswärtige Angelegenheiten der Nationalversammlung gewählt.

## Politische Aktivitäten

### Beschäftigung und wirtschaftliche Aktivitäten
Lecoq beschäftigte sich mit den Problemen, die mit der Beschäftigung im Industrie- und Hafenbecken von Le Havre verbunden waren. Er führte Kämpfe für bedrohte Arbeitnehmer an, z. B. für die Arbeiter der Zementfabrik Lafarge, bei Sidel und bei Isoplast.
Als Abgeordneter spricht er regelmäßig über die Arbeitsbedingungen der Beamten im Gefängniszentrum von Le Havre.
Im Oktober 2017 schickte er ein Schreiben an den Premierminister und ehemaligen Bürgermeister von Le Havre, Édouard Philippe, in dem er ihn um die Verstaatlichung des Lafarge-Konzerns bat, um „die Industrie und ihre Arbeitsplätze in Frankreich zu erhalten“, da „belastende Elemente die Verbindungen zwischen dem Industriekonzern Lafarge und der Terrororganisation Daech ans Licht bringen“ könnten und im Falle einer Strafverfolgung das große Risiko einer „Auflösung der juristischen Person“ bestehe.
Am 22. November 2018 nahm er an der Konferenz der Meereswirtschaft (Assises de l'économie de la mer) teil, die an diesem Tag in Le Havre stattfanden.

### Umweltaktivitäten
Am 1. Februar 2017 erhielt die Stadtverwaltung von Gonfreville-l'Orcher den ''Preis Nachhaltige Stadt'' der ''Trophées Éco Actions'' der Vereinigung Les Eco Maires für die Einrichtung einer partizipativen Baustelle zum Bau des Jugendraums von Gonfreville-l'Orcher mit dem Stroh eines Landwirts aus der Gemeinde.
Lecoq startete die Debatte über den kostenlosen Schülertransport in Le Havre mit einer öffentlichen Veranstaltung in Le Havre am 13. Dezember 2018.

### Menschenrechte und Außenpolitik
Lecoq setzt sich für das Selbstbestimmungsrecht des saharauischen Volkes ein. Er reiste dreimal nach New York, um die Sache der Saharauis in der Generalversammlung des Vierten Ausschusses der Vereinten Nationen zu vertreten, am 9. Oktober 1997, am 10. Oktober 2012 und am 6. Oktober 2017.
Er setzte sich auch für die Rechte des palästinensischen Volkes ein. Er reiste nach der Operation Gegossenes Blei nach Gaza und beschuldigte Ehud Olmert, den damaligen israelischen Premierminister, Verbrechen gegen die Menschlichkeit begangen zu haben.
Am 11. Februar 2009 erklärte er in der Nationalversammlung während der Debatte über die bevorstehende Befragung der Mahorais über die Zukunft des Status ihrer Insel: "Nach internationalem Recht ist Mayotte kein französisches Überseegebiet. Es ist  komorisches Gebiet, das illegal von einer ausländischen Macht besetzt ist.
Als er am 7. November 2010 nach El Aaiún, der Hauptstadt der Westsahara, reisen wollte, um sich ein Bild von der zunehmenden Gewalt vor Ort zu machen, hinderten ihn die marokkanischen Behörden daran, den Flughafen von Casablanca zu verlassen, und wiesen ihn am nächsten Tag nach Frankreich aus.
2011 schifft er sich an Bord der Flottille ein, die versuchte, nach Gaza zu gelangen, um die Blockade zu durchbrechen.
Lecoq engagiert sich gegen den Krieg im Jemen und die Waffenverkäufe Frankreichs an Saudi-Arabien. Anlässlich der Ankunft des Frachters Bahri Yanbu am 7. Mai 2019 stellte er mehrere Fragen an die Regierung zu diesem Thema.
Er setzte sich auch für die Rückführung von Laurent Fortin ein, der in Shanghai unter Hausarrest lebte, nachdem er in einem Fall von Lebensmittelsicherheit in einer Bäckereifirma in China erwischt wurde. Er reiste Ende Dezember 2018 im Rahmen der offiziellen Reise des Staatspräsidenten nach China, auch um diesen Fall vor Ort zu tragen.
Er war einer der beiden Abgeordneten, die gegen den Entschließungsantrag zur Anerkennung und Verurteilung der großen Hungersnot von 1932-1933, bekannt unter dem Namen „Holodomor“, als Völkermord stimmten, weil er sich weigerte, „zur Politisierung der Fragen der Erinnerung und der Geschichte beizutragen“.
In den Jahren 2022 und 2023 verfasste er einen Resolutionsentwurf, der die Anerkennung der Situation in Palästina als Apartheidverbrechen zum Ziel hatte.

## Übersicht über ausgeübte Mandate

### Auf kommunaler Ebene
- 1995–2017: Bürgermeister von Gonfreville-l'Orcher
- 1989–1995: stellvertretender Bürgermeister von Gonfreville-l'Orcher
- 2001–2017: Vizepräsident der  Communauté de l'Agglomération Havraise

### Mandat im Département
- 2015–2017 : Departementsrat von Seine-Maritime

### Mandate in der Region
- 1998–2007: Mitglied im Regionalrat der  Haute-Normandie
- 2004–2007: Vizepräsident der Region Haute-Normandie

### Mandate auf staatlicher Ebene
- 2007–2012: Parlamentsabgeordneter des Département Seine-Maritime
- seit 2017: Abgeordneter von  Seine-Maritime
- seit 2022: Vizepräsident des Ausschusses für auswärtige Angelegenheiten  der Nationalversammlung